# ドラゴリュブ・スルニッチ
ドラゴリュブ・スルニッチ（セルビア語: Драгољуб Срнић, Dragoljub Srnić、1992年1月12日 - ）は、セルビアのサッカー選手。ポジションはMF。

## クラブ歴
双子のスルニッチ兄弟はシャバツに生まれ、ともにFKマチュヴァ・シャバツの下部組織からレッドスター・ベオグラードの下部組織に移籍し、2010年に二人ともレッドスター・ベオグラードでトップチームに昇格した。彼自身は出場機会はないままに、兄弟二人ともにFKソポトとFKチュカリチュキにレンタル移籍となった。チュカリチュキでのレンタル中に彼はMozzart Sportによってセルビア・プルヴァ・リーガの最優秀選手とされるほどに活躍した。レンタル移籍終了後、彼ら兄弟はレッドスター・ベオグラードへの復帰を拒み、レッドスター・ベオグラードの給与未払い問題による訴訟等があったものの、2013年6月にFKチュカリチュキに完全移籍した。
双子のスラヴォリュブがレッドスター・ベオグラードに戻った後も、彼はチュカリチュキに引き続き在籍した。2015-16シーズンはFKラドニク・スルドゥリツァ戦で2得点をあげて2-0の勝利の立役者となった。最終的に5シーズン在籍し、169試合に出場したため、チームでも有数の経験あるプレーヤーとしてイゴール・マティッチ主将の下、副主将に選ばれた。契約満了につき、2017年夏に退団。
2017年7月4日に1年延長オプションつきの2年契約でエクストラクラサのシロンスク・ヴロツワフに移籍。同月16日に早速初出場を飾った。

## 家族
双子のスラヴォリュブ・スルニッチもサッカー選手。

## タイトル
チュカリチュキ
- セルビア・カップ: 2014-15